# Синяя вечность
«Синяя вечность» — произведение эстрады в жанре популярной музыки. Музыка Муслима Магомаева, слова поэта Геннадия Козловского. «Синюю вечность» нередко называют главной песней Муслима Магомаева. Песня получила очень широкую известность после исполнения Муслима Магомаева.
Спустя многие годы после создания в 1969 году песня не утратила уникальности и была признана на популярном телешоу «Достояние республики» лучшей из лучших. Редакция «Афиши Daily» в спецпроекте 2021 года, посвящённом советской эстраде, описала композицию как «трагичный вальс, спетый Магомаевым будто бы на пределе возможностей».
О, море, море, грудью о скалы

Ты разбиваешь и горе, и боль, 

Море, возьми меня в дальние страны, 

В дальние страны, к любимой Ассоль!
О, море, море, преданным скалам 

Ты ненадолго подаришь прибой. 

Море, возьми меня в дальние дали 

Парусом алым вместе с собой.

## История
В данном музыкальном произведении вначале была написана музыка, а затем слова. Слова долгое время шлифовались.
Летом 1969 года у Вики Трояновского дома собралась компания и во время веселья Муслим Магомаев попросил ручку и записал на салфетке клавир песни «Синяя вечность». Затем М. Магомаев предложил Геннадию Козловскому придумать текст к мелодии, напев её на домашний магнитофон. Геннадий Козловский вначале придумал первую строку «О, море, море!».
В изначальном варианте песни присутствовала строка: «В дальние страны, к моей Ассоль!». М. Магомаеву слова очень понравились, однако он попросил их переписать сказав: «Геночка, переделать надо потому, что в таком виде стихи ни один xудсовет не примет». (Ассоль — отсыл к повести-феерии Александра Грина «Алые паруса»). В итоге в песне слова про Ассоль были заменены на «Море, возьми меня в дальние дали парусом алым вместе с собой». Муслиму Магомаеву очень понравилось, что получилось сохранить связь песни с «Алыми парусами».

## Исполнение другими музыкантами
После М. Магомаева песню исполняли многие певцы:
- В августе 2012 года в телепрограмме «Достояние республики» песню исполнила Т. Гвердцители. Песня заняла первое место[2].
- В 2013 году победитель музыкального проекта «Голос» баритон Сергей Валерьевич Волчков в полуфинале программы «Голос-2013» выступил с песней «Синяя вечность»[4].
- В 2016 и 2017 годах на международном музыкальном фестивале «Жара-2016» и «Жара-2017», прошедших в Баку, песню исполняли Emin (сольно и в дуэте с Алессандро Сафина[5]), Григорий Лепс, Валерий Меладзе, Александр Панайотов, Николай Басков[6].
- В 2021 году в шоу «Маска» песню исполнил JONY (в маске крокодила).